# Wohpekumeu
Wohpekumeu (također se piše Wah-pec-wah-mow, Wohpekuman ili na nekoliko drugih načina.) Wohpekumeu je dobronamjerni kulturni heroj plemena Yurok (ponekad ga folkloristi nazivaju "transformatorom".) On dijeli neke sličnosti s drugim Algonquianskim herojima kao što su Wabanački Glooskap, čipevski Nanabush i Creejski Wisakedjak, a neke od istih priča ispričane su u istočnim Algonquian plemenima samo s razlikom identiteta protagonista.